# مات فارلي
مات فارلي (بالإنجليزية: Matt Farley)‏ هو كاتب أغاني أمريكي، ولد في 3 يونيو 1978.

## وصلات خارجية
- الموقع الرسمي
- مات فارلي على موقع IMDb (الإنجليزية)
- مات فارلي على موقع ألو سيني (الفرنسية)
- مات فارلي على موقع ميوزك برينز (الإنجليزية)
- مات فارلي على موقع أول ميوزيك (الإنجليزية)
- مات فارلي على موقع ديسكوغز (الإنجليزية)
- مات فارلي على موقع قاعدة بيانات الفيلم (الإنجليزية)
- مات فارلي على موقع كينوبويسك (الروسية)